# Stasina vittata
Espèce
Stasina vittata est une espèce d'araignées aranéomorphes de la famille des Sparassidae.

## Distribution
Cette espèce est endémique des Philippines.

## Description
La carapace de la femelle holotype mesure 2,2 mm de long sur 1,8 mm et l'abdomen 2,5 mm de long sur 1,5 mm.

## Publication originale
- Simon, 1877 : Études arachnologiques. 5e Mémoire. IX. Arachnides recueillis aux îles Philippines par MM. G. A. Baer et Laglaise. Annales de la Société Entomologique de France, sér. 5, vol. 7, p. 53-96 (texte intégral).